# Religiose del Cuore di Gesù
Le Religiose del Cuore di Gesù (in francese Religieuses du Cœur de Jésus; sigla R.C.I.) sono un istituto religioso femminile di diritto pontificio.

## Storia
La congregazione, detta anche delle Vittime del Sacro Cuore di Gesù, fu fondata nel 1857 a Genas da Caroline Lioger.
La fondatrice intendeva istituire una comunità di vita contemplativa accanto alle tante dedite all'apostolato attivo sorte negli stessi anni, dopo la rivoluzione francese. Caroline Lioger ricevette un notevole aiuto dal sacerdote Émile Roux, professore di teologia a Saint-Sulpice e Viviers, e da Sylvain-Marie Giraud, superiore generale dei missionari di Nostra Signora di La Salette.
L'istituto ricevette il pontificio decreto di lode il 6 agosto 1970 e l'approvazione definitiva il 3 febbraio 1908.

## Attività e diffusione
Le suore si dedicano alla vita contemplativa (recita dell'ufficio divino secondo il breviario romano, adorazione quotidiana del Santissimo Sacramento) e ad alcune attività apostoliche compatibili con la clausura (ritiri, catechismi).
La sede generalizia è a Mormaison.
Alla fine del 2015 l'istituto contava 7 religiose e una sola casa.